# Ministri delle comunicazioni della Romania
Questo elenco comprende i ministri delle comunicazioni della Romania a partire dal 1989.

## Lista dei ministri delle comunicazioni
| Ministro | Ministro         | Ministro                             | Partito | Governo                                     | Mandato          | Mandato          | Leg.             |
| Ministro | Ministro         | Ministro                             | Partito | Governo                                     | Inizio           | Fine             | Leg.             |
| --- | ---------------- | ------------------------------------ | --- | ------------------------------------------- | ---------------- | ---------------- | ---------------- |
| Poste e telecomunicazioni (Ministerul poștelor și telecomunicațiilor )                                                                                    |                  |                                      | |                                             |                  |                  |                  |
| |                  | Stelian Pintelie (1938-2002)         | Indipendente | Governo Roman I                             | 2 gennaio 1990   | 28 giugno 1990   | Provvisoria      |
| Comunicazioni (Ministerul comunicațiilor ) |                  |                                      | |                                             |                  |                  |                  |
| |                  | Andrei Chirică (1939)                | Fronte di Salvezza Nazionale Fronte Democratico di Salvezza Nazionale Partito della Democrazia Sociale di Romania | Governo Roman II                            | 28 giugno 1990   | 16 ottobre 1991  | I                |
| Governo Stolojan | 16 ottobre 1991  | Andrei Chirică (1939)                | Fronte di Salvezza Nazionale Fronte Democratico di Salvezza Nazionale Partito della Democrazia Sociale di Romania | 19 novembre 1992                            |                  |                  | I                |
| Governo Văcăroiu | 19 novembre 1992 | Andrei Chirică (1939)                | Fronte di Salvezza Nazionale Fronte Democratico di Salvezza Nazionale Partito della Democrazia Sociale di Romania | 18 agosto 1994                              | II               |                  |                  |
| Governo Văcăroiu |                  |                                      | Adrian Turicu (?)                                                                                                 | Partito dell'Unità Nazionale Romena         | II               | 18 agosto 1994   | 31 gennaio 1996  |
| Governo Văcăroiu |                  |                                      | Mircea Coșea (ad interim) (1942)                                                                                  | Partito della Democrazia Sociale di Romania | II               | 31 gennaio 1996  | 6 marzo 1996     |
| Governo Văcăroiu |                  |                                      | Ioan Ovidiu Muntean (1947)                                                                                        | Partito della Democrazia Sociale di Romania | II               | 6 marzo 1996     | 3 settembre 1996 |
| Governo Văcăroiu |                  |                                      | Virgil Popescu (1947)                                                                                             | Partito della Democrazia Sociale di Romania | II               | 3 settembre 1996 | 12 dicembre 1996 |
| |                  | Sorin Pantiș (1960)                  | Partito Nazionale Liberale                                                                                        | Governo Ciorbea                             | 12 dicembre 1996 | 17 aprile 1998   | III              |
| Governo Vasile | 17 aprile 1998   | Sorin Pantiș (1960)                  | Partito Nazionale Liberale                                                                                        | 16 dicembre 1998                            |                  |                  | III              |
| Il 16 dicembre 1998 ministero dismesso Dal 28 dicembre 2000 Comunicazioni e tecnologia informatica (Ministerul comunicațiilor și tehnologiei informației) |                  |                                      | |                                             |                  |                  |                  |
| |                  | Dan Nica (1960)                      | Partito della Democrazia Sociale di Romania Partito Social Democratico                                            | Governo Năstase                             | 28 dicembre 2000 | 14 luglio 2004   | IV               |
| |                  | Silvia Adriana Țicău (1970)          | Partito Social Democratico                                                                                        | Governo Năstase                             | 14 luglio 2004   | 28 dicembre 2004 | IV               |
| |                  | Zsolt Nagy (1971)                    | Unione Democratica Magiara di Romania                                                                             | Governo Tăriceanu I                         | 29 dicembre 2004 | 5 aprile 2007    | V                |
| Governo Tăriceanu II | 5 aprile 2007    | Zsolt Nagy (1971)                    | Unione Democratica Magiara di Romania                                                                             | 11 giugno 2007                              |                  |                  | V                |
| Governo Tăriceanu II |                  |                                      | László Borbély (ad interim) (1954)                                                                                | Unione Democratica Magiara di Romania       | 19 giugno 2007   | 30 luglio 2007   | V                |
| Governo Tăriceanu II |                  |                                      | Iuliu Winkler (1964)                                                                                              | Unione Democratica Magiara di Romania       | 30 luglio 2007   | 10 dicembre 2007 | V                |
| Governo Tăriceanu II |                  |                                      | Károly Borbély (1976)                                                                                             | Unione Democratica Magiara di Romania       | 10 dicembre 2007 | 22 dicembre 2008 | V                |
| Comunicazioni e della società dell'informazione (Ministerul comunicațiilor și societății informaționale)                                                  |                  |                                      | |                                             |                  |                  |                  |
| |                  | Gabriel Sandu (1963)                 | Partito Democratico Liberale                                                                                      | Governo Boc I                               | 22 dicembre 2008 | 23 dicembre 2009 | VI               |
| Governo Boc II | 23 dicembre 2009 | Gabriel Sandu (1963)                 | Partito Democratico Liberale                                                                                      | 3 settembre 2010                            |                  |                  | VI               |
| Governo Boc II |                  |                                      | Valerian Vreme (1963)                                                                                             | Partito Democratico Liberale                | 3 settembre 2010 | 9 febbraio 2012  | VI               |
| |                  | Răzvan Mustea-Șerban (1978)          | Partito Democratico Liberale                                                                                      | Governo Ungureanu                           | 9 febbraio 2012  | 7 maggio 2012    | VI               |
| |                  | Dan Nica (1960)                      | Partito Social Democratico                                                                                        | Governo Ponta I                             | 7 maggio 2012    | 21 dicembre 2012 | VI               |
| Società dell'informazione (Ministerul pentru societatea informațională)                                                                                   |                  |                                      | |                                             |                  |                  |                  |
| |                  | Dan Nica (1960)                      | Partito Social Democratico                                                                                        | Governo Ponta II                            | 21 dicembre 2012 | 5 marzo 2014     | VII              |
| |                  | Răzvan Cotovelea (1973)              | Indipendente | Governo Ponta III                           | 5 marzo 2014     | 17 dicembre 2014 | VII              |
| |                  | Sorin Grindeanu (1973)               | Partito Social Democratico                                                                                        | Governo Ponta IV                            | 17 dicembre 2014 | 17 novembre 2015 | VII              |
| Comunicazioni e della società dell'informazione (Ministerul comunicațiilor și societății informaționale)                                                  |                  |                                      | |                                             |                  |                  |                  |
| |                  | Marius Raul Bostan (1970)            | Indipendente | Governo Cioloș                              | 17 novembre 2015 | 5 luglio 2016    | VII              |
| |                  | Dragoș Tudorache (ad interim) (1975) | Indipendente | Governo Cioloș                              | 5 luglio 2016    | 10 agosto 2016   | VII              |
| |                  | Delia Popescu (1978)                 | Indipendente | Governo Cioloș                              | 10 agosto 2016   | 4 gennaio 2017   | VII              |
| |                  | Augustin Jianu (1986)                | Partito Social Democratico                                                                                        | Governo Grindeanu                           | 4 gennaio 2017   | 29 giugno 2017   | VIII             |
| |                  | Lucian Șova (1960)                   | Partito Social Democratico                                                                                        | Governo Tudose                              | 29 giugno 2017   | 29 gennaio 2018  | VIII             |
| |                  | Bogdan Cojocaru (1983)               | Partito Social Democratico                                                                                        | Governo Dăncilă                             | 29 gennaio 2018  | 20 novembre 2018 | VIII             |
| |                  | Bogdan Matei (1980)                  | Partito Social Democratico                                                                                        | Governo Dăncilă                             | 20 novembre 2018 | 4 novembre 2019  | VIII             |
| Dal 4 novembre 2019 accorpato al Ministero dei trasporti, delle infrastrutture e delle comunicazioni                                                      |                  |                                      | |                                             |                  |                  |                  |